# Чарльз Джеффрі Чінеду
Чарльз Джеффрі Чінеду (англ. Charles Geoffrey Chinedu; нар. 1 жовтня 1997, Лагос, Нігерія) — нігерійський футболіст, нападник донецького «Олімпіка», який грає на правах оренди за «Лахті».

## Життєпис

### Початок кар'єри
Народився в Лагосі, але дорослу кар'єру розпочав у Європі, де став гравцем клубу з чемпіонату невизнаного Північного Кіпру «Доган Турк Бірліні».
Пізніше молодий нігерієць залишив Кіпр та перебрався до Албанії, де уклав договір зі «Скендербеу». Однак пробитися до першої команди нападник не зміг, тому виступав лише за другу команду, а також за юнацький та молодіжний склад. Також здавався в оренду у «Тепліце». У складі чеського клубу виступав лише за юнацьку та молодіжну команду клубу. На початку лютого 2017 року відправився в 6-місячну оренду до «Беси». Дебютував у футболці клубу з Каваї 18 лютого 2017 року в програному (0:2) домашньому поєдинку 16-о туру Першої ліги проти «Ерзені» (Шияк). Чарльз вийшов на поле в стартовому складі та відіграв увесь матч. Дебютним голом у професіональному футболі відзначився 6 травня 2017 року на 7-й хвилині поєдинку 10-о туру Першої ліги «Кастріоті» — «Беса» (Кавая) (3:1). Джеффрі вийшов на поле в стартовому складі, проте вже на 25-й хвилині нігерійця замінили. У футболці «Беси» в Першій лізі зіграв 7 матчів, в яких відзначився 1 голом. По завершенні оренди повернувся до «Скендербеу», однак вже через місяць залишив албанський клуб.

### «Работнічкі»
31 серпня 2017 року відправився в оренду до «Работнічок». Дебютував за нову команду 25 жовтня 2017 року в переможному (3:1) домашньому поєдинку 3-о туру Першої ліги проти «Вардара». Чарльз вийшов на поле в стартовому складі та відіграв увесь матч. Дебютним голом у футболці столичного клубу відзначився 17 вересня 2017 року на 53-й хвилині програного (2:6) домашнього поєдинку 5-о туру Першої ліги проти «Шкендії». Джеффрі вийшов на поле в стартовому складі, а на 87-й хвилині його замінив Андрій Лазаров. У сезоні 2017/18 років зіграв 28 матчів у Першій лізі, в яких відзначився 11-а голами. Наступного сезону у чемпіонаті Македонії зіграв 30 матчів, відзначився 1 голом та 3-а результативними передачами, а також зіграв 2 матчі в кубку країни. Окрім цього провів 2 поєдинки кваліфікації Ліги Європи, в якому македонський клуб з загальним рахунком 2:6 поступився «Гонведу».

### «Олімпік»
1 вересня 2019 року підписав 3-річний контракт з «Олімпіком». Того ж дня дебютував у складі «олімпійців» у програному (0:4) домашньому поєдинку 6-о туру Прем'єр-ліги проти донецького «Шахтаря». Чарльз вийшов на поле на 75-й хвилині, замінивши Матара Діеє. Загалом до кінця року зіграв в 11 матчах Прем'єр-ліги, але вдалося відзначитись лише одного разу в Кубку, в грі проти першолігового «Кремня».
5 березня 2020 року перейшов на правах оренди до 31 липня в естонський клуб «Нарва-Транс». Там Джеффрі став кращим бомбардиром в сезоні, відзначившись за першу команду 15 разів, ще 7 голів він забив в чотирьох матчах за U21. 8 голів Джеффрі забив в семи кубкових матчах, а ще 7 голів в 29 іграх чемпіонату. При цьому гол «Флорі» став найкращим голом червня в Преміум-Лізі. Також Джеффрі тричі потрапляв до символічних збірних за підсумками 9, 11 і 14 турів. По закінченні сезону 2020 року угода з естонським клубом завершилася і форвард повернувся в Україну..
В лютому 2021 року «Олімпік» віддав нігерійця в оренду до клубу з Фінляндії «Лахті» строком на один рік і включає право на викуп гравця після закінчення орендного періоду.

## Титули і досягнення
- Володар Кубка казахської ліги (1):

«Астана»: 2024